# Zásah Tomáše Čermáka proti Kateřině Jacques

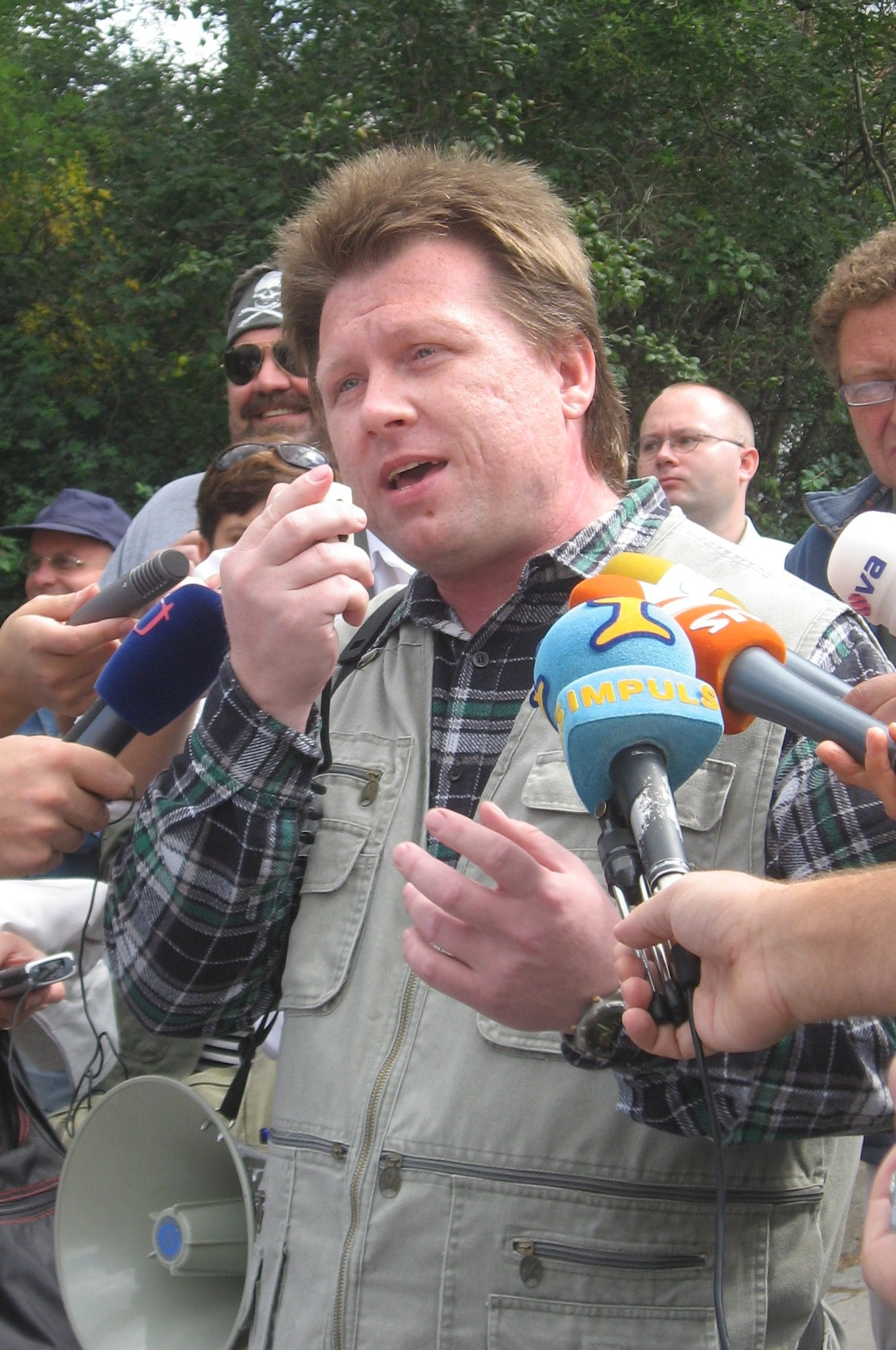
Tomáš Čermák

Zásah policisty Tomáše Čermáka proti demonstrantce Kateřině Jacques dne 1. května 2006 v Praze v ulici Na Moráni, jeho medializace a angažovanost orgánů činných v trestním stíhání i politiků významně ovlivnily politickou dráhu a život Kateřiny Jacques i ostatních zúčastněných a staly se i jedním z východisek veřejných diskusí o postojích veřejnosti, politiků a policie k politickým demonstracím neonacistů a jejich odpůrců a k práci policie.

## Průběh incidentu

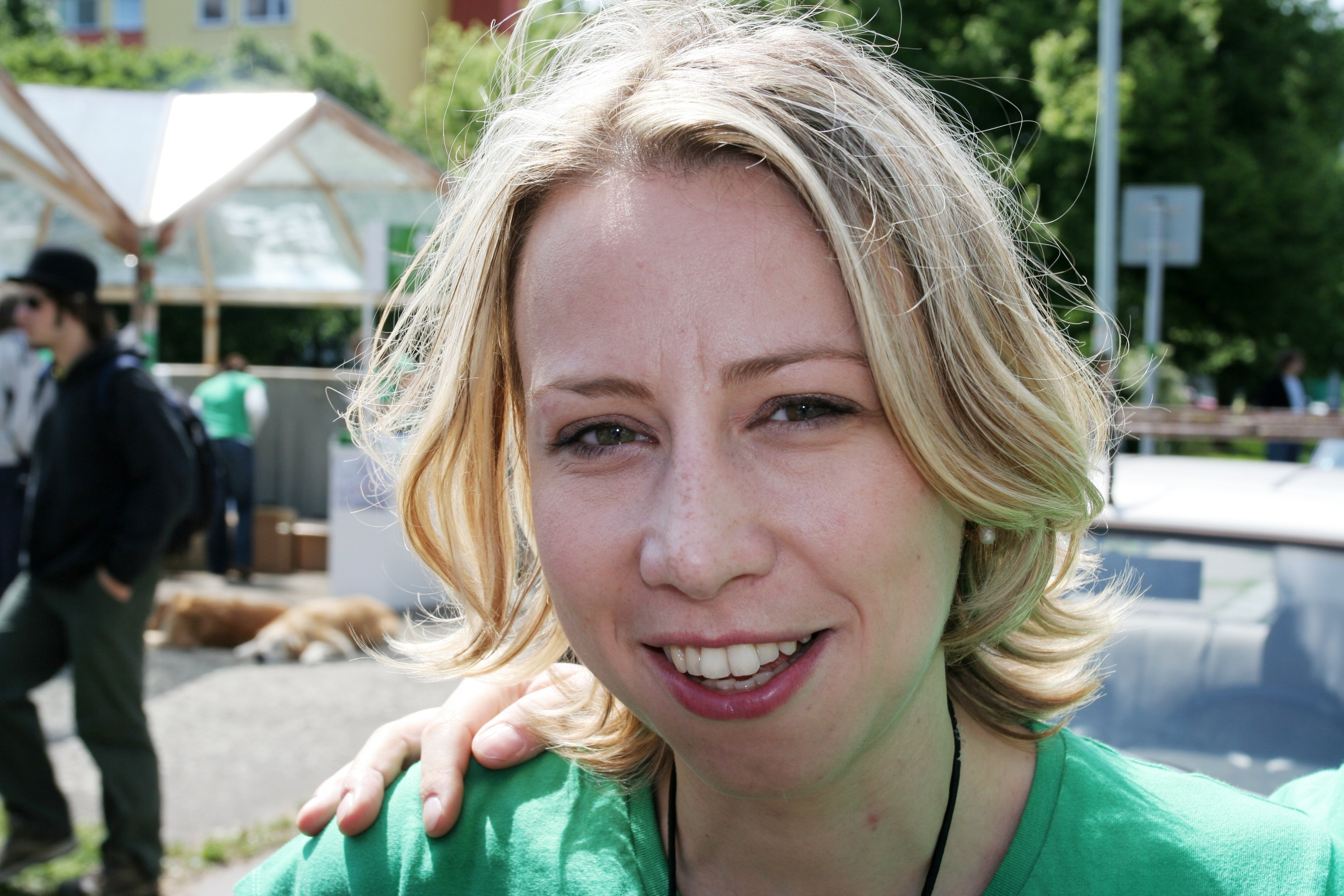
Kateřina Jacques

Na 1. května 2006 odpoledne ohlásil neonacistický Národní odpor demonstraci na Palackého náměstí v Praze, kterou úřady přes výzvy odpůrců nezakázaly.
Skupina členů Strany zelených se na místě průvodu účastnila neohlášených protestních akcí, střežených policejním kordónem, který neonacisty a jejich protivníky odděloval. Když Kateřina Jacques, jinak též ředitelka sekce lidských práv na Úřadu vlády ČR, v rámci průvodu následovala příznivce Národního odporu odcházející na Karlovo náměstí, ocitla se na Moráni v konfliktu s nadpraporčíkem Tomášem Čermákem, patřícím ke skupině z místního oddělení Policie České republiky, jež vystřídala těžkooděnce ze specializované jednotky. Čermák ve své obhajobě tvrdil, že třikrát Jacques vyzval, aby nevstupovala do míst, kde by se mohla dostat do kontaktu s průvodem neonacistů. Poté ji za použití donucovacích prostředků a za asistence televizních kamer donutil nastoupit do policejního vozu. Podle Jacques a podle obžaloby Čermák Jacques několikrát bezdůvodně udeřil do hrudníku, smýkl s ní na zem, klekl si na ni a při nasazování pout a vtlačování do policejního vozu ji bil, a to mimo jiné i do rozkroku. Bezdůvodné bití a ponižování údajně pokračovalo i v policejním voze a na služebně.[zdroj?] Sám Tomáš Čermák při zákroku údajně utrpěl zranění zad, z kterého se ještě v říjnu 2007 léčil. Čermák celý konflikt označuje za zákonné použití donucovacích prostředků kvůli neuposlechnutí jeho výzvy a následné napadení, při kterém mu Jacques strhla služební odznak. Jednání policie vyvolalo silnou kritiku většiny médií i politiků včetně premiéra Paroubka.

## Trestní stíhání Tomáše Čermáka
Ministr vnitra František Bublan se krátce po incidentu, 2. května 2006, pro média vyjádřil, že zásah považuje za neadekvátní, a nařídil Inspekci ministra vnitra co nejrychlejší prošetření. Inspekce ministerstva vnitra po urychleném prošetření záležitosti navrhla stíhat Čermáka pro zneužití pravomoci veřejného činitele, ublížení na zdraví a omezování osobní svobody.
Na Čermáka podala Kateřina Jacques 5. května 2006 trestní oznámení pro podezření z trestného činu zneužití pravomoci veřejného činitele a ublížení na zdraví. Obvodní státní zástupkyně pro Prahu 2 zahájila 24. května 2006 trestní stíhání pro zneužití pravomoci veřejného činitele, ublížení na zdraví a omezování osobní svobody. Čermákův obhájce podal proti trestnímu stíhání neprodleně stížnost, ta byla zamítnuta. Následně 9. srpna 2006 podal i žádost o milost k prezidentu republiky, rovněž neúspěšně.
Obvodní státní zástupkyně pro Prahu 2 trestní stíhání 20. listopadu 2006 zastavila (podle idnes.cz dne 20. listopadu 2006 zastavilo stíhání městské státní zastupitelství), avšak nejvyšší státní zástupkyně Renata Vesecká si vyžádala informaci o důvodech zastavení stíhání a městský státní zástupce Martin Omelka poté na základě stížnosti advokáta Kateřiny Jacques rozhodnutí o zastavení zrušil, což bylo zveřejněno 14. května 2007. 9. července 2007 advokát Kateřiny Jacques navrhl vyloučení obvodní státní zástupkyně pro podjatost. 9. srpna 2007 Čermákův advokát požádal nejvyšší státní zástupkyni Veseckou o změnu státního zástupce. Městské státní zastupitelství 14. srpna 2007 Čermáka u Obvodního soudu pro Prahu 2 obžalovalo.
Obhájce Tomáše Čermáka Jaroslav Janeček označil jednání městského státního zástupce za porušení nestrannosti. Zastánci Čermáka poukazovali na politické pozadí případu, proces s Čermákem označovali za politický a jsou přesvědčení o tom, že Čermák řádně zasáhl proti narušitelce řádně ohlášeného průvodu a celá skandalizace jeho osoby byla pouze prostředkem k plánovanému zviditelnění se Kateřiny Jacques před blížícími se volbami do Poslanecké sněmovny Parlamentu České republiky.
Jacques podala u ministerstva vnitra stížnost na znalce Mariana Brzybohatého, (vedoucího katedry kriminální, cizinecké a pohraniční policie Policejní akademie). Ten vypracoval znalecký posudek, ve kterém zásah vyhodnotil jako přiměřený, třebaže situaci udeření Jacques Čermákem označil za „kolaps“. Předmětem stížnosti byla námitka pro podjatost znalce a skutečnost, že znalci bylo vyplaceno znalečné (ve výši 7 700 Kč). Výsledkem šetření inspekce ministerstva vnitra bylo podání podnětu k trestnímu stíhání Brzybohatého za podvod, neboť jako zaměstnanec policejní akademie na znalečné neměl podle inspekce nárok. Státní zastupitelství si vyžádalo nový znalecký posudek, od Policejní akademie, a jeho závěry byly obdobné jako závěry posudku Brzybohatého.

## Působení Tomáše Čermáka v policii
Před rokem 1989 Tomáš Čermák (* 13. prosince 1968) krátce působil v pohotovostním pluku Veřejné bezpečnosti. V roce 1988 však odešel a zpět k policii nastoupil až v březnu 1990.  Od té doby působil většinou jako pochůzkář.
Na základě incidentu byl 2. května 2006 postaven mimo službu a posléze propuštěn od Policie České republiky. Po zproštění viny  se pro média opakovaně vyjádřil, že se chce k policii vrátit.
Následkem tříštivé zlomeniny obratle, za jejíž způsobení Čermákovi je Petr Slunéčko obžalován z napadení veřejného činitele  a výtržnictví, však podle svých slov může pracovat jen omezenou dobu a na počátku roku 2009 má stále problém nalézt zaměstnání.
Ve volbách do zastupitelstva hl. m. Prahy v roce 2010 kandidoval Čermák za Suverenitu - blok Jany Bobošíkové, stranu zdravého rozumu.

## Soudní projednání
Obvodní soud pro Prahu 2 zastavil 5. října 2007 trestní stíhání Čermáka. Žalobce podal proti rozhodnutí stížnost k Městskému soudu v Praze. Obvodní soud pro Prahu 2 Čermáka 8. února 2008 zprostil obžaloby, jednání Jacques označil za přestupek a jednání Čermáka za sice nevhodné, ale nikoliv trestné. Městský státní zástupce Martin Omelka se odvolal a v odvolacím řízení Městský soud v Praze (předseda senátu Luboš Vlasák) 16. dubna 2008 potvrdil rozhodnutí obvodního soudu.

## Trestní oznámení na Kateřinu Jacques
23. srpna 2006 Čermákův advokát Jaroslav Janeček podal trestní oznámení na Kateřinu Jacques pro útok na veřejného činitele (spolu s jejím kolegou Petrem Slunéčkem), křivé obvinění a křivou výpověď, ve kterém mimo jiné tvrdí, že celý incident záměrně vyprovokovala, aby se zviditelnila při volební kampani.